# Irish Albums Chart

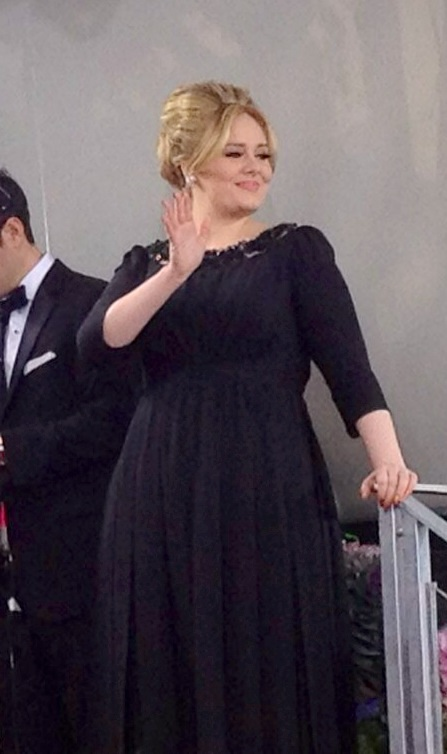
La chanteuse britannique Adele qui cumule le plus de semaines no 1 avec son album 21.

L'Irish Albums Chart est le classement hebdomadaire des albums en Irlande publié par l'Irish Recorded Music Association et réalisé au nom de l'IRMA par Chart-Track. Le classement est fondé sur les ventes, qui sont établies sur les chiffres des ventes légales, données récupérées chaque jour électroniquement depuis les caisses enregistreuses des revendeurs. Actuellement, tous les magasins de ventes des majors et plus de quarante revendeurs indépendants transmettent les valeurs pour le classement, ce qui représente plus de 80 % du marché, selon Chart-Track. Le classement est mis  à jour et publié  par la Irish Recorded Music Association chaque vendredi à midi.